# Distrito Regional de Central Coast
O Distrito Regional de Central Coast (enumerado como 5) é um dos vinte e nove distritos regionais da Colúmbia Britânica, no oeste do Canadá. A área total do distrito é de cerca de 24.559,5 quilômetros quadrados. Quando foi criado em 1968, foi nomeado Distrito Regional de Ocean Falls, uma referência a então maior cidade da região na época, a cidade das empresas Ocean Falls, hoje uma cidade fantasma. O nome foi confirmado em 1974, mas mudou para Central Coast Regional District em 1976.